# Belenois helcida
Belenois helcida is een vlindersoort uit de familie van de Pieridae (witjes), onderfamilie Pierinae.
Belenois helcida werd in 1833 beschreven door Boisduval.